# ینه‌بی-اورسایوو
ینه‌بی-اورسایوو (انگلیسی: Yenebey-Ursayevo) یک شهرک در شهرستان میاکینسکی استان باشقیرستان کشور روسیه است.